# Isolepis sororia
Isolepis sororia är en halvgräsart som beskrevs av Carl Sigismund Kunth. Isolepis sororia ingår i släktet borstsävssläktet, och familjen halvgräs. Inga underarter finns listade i Catalogue of Life.